# مریم اسطرلابی

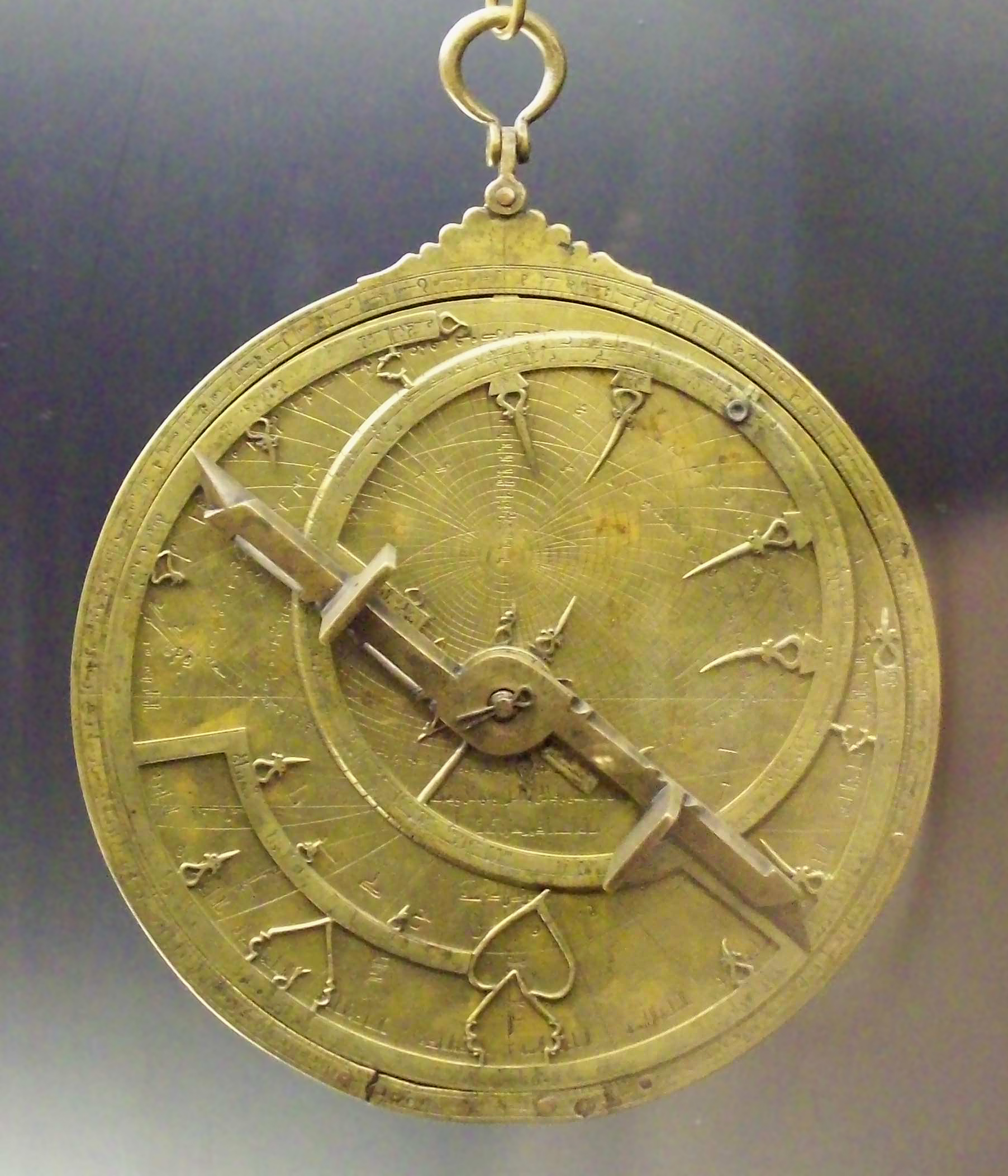
اسطرلاب

مریم اسطرلابی دانشمند و منجم اهل حلب سوریه در قرن چهارم و پنجم هجری است.بسیار باهوش واهل برقراری رابطه با دیگران بود

## زندگی و اقدامات علمی
مریم اسطرلابی فنون ستاره‌شناسی و علم اسطرلاب را از پدر دانشمند خویش آموخت و در این فن از مشاهیر زنان دانشمند شد.
وی که در بلاد سوریه و تحت حاکمیت بازماندگان سیف الدوله حمدانی می‌زیست ابتکارات علمی بسیاری داشت که از جمله به خاطر تخصصش در علم اسطرلاب او را اصطرلابی لقب دادند. وی از معاصران ابن سینا و فاطمه مجریطی به‌شمار می‌رود.